# Conrad Heinrich Müller
Conrad Heinrich Müller (Bremen, 12 de dezembro de 1878 — Hannover, 9 de janeiro de 1953) foi um matemático alemão.
Completou os estudos preparatórios para o ingresso na universidade em 1897. Nos anos seguintes estudou matemática, ciências naturais, filosofia e filologia indiana nas universidades de Freiburg im Breisgau, Berlim e Göttingen. Como assistente no Instituto de Matemática da Universidade de Göttingen conheceu Felix Klein.
Obteve o doutorado em 1903 com a tese Studien zur Geschichte der Mathematik, insbesondere des mathematischen Unterrichts der Universität Göttingen im 18-ten Jahrhundert. Trabalhou depois com Felix Klein na Encyklopädie der mathematischen Wissenschaften, até 1910, quando foi para a Universidade Técnica de Hannover como sucessor de Constantin Carathéodory, lá permanecendo até aposentar-se em 1948.
Foi reitor da Universidade Técnica de Hanôver de 1919 a 1923, e de 1945 a 1947.

## Publicações
- Die Grundgleichungen der mathematischen Elastizitätstheorie. Encyklopädie der mathematischen Wissenschaften mit Einschluss ihrer Anwendungen, 1907